# 이춘근 (야구인)
이춘근(李春根, 1948년 3월 1일 ~ )은 동산고 출신으로, 전 KBO 리그의 삼미 슈퍼스타즈의 코치이다.